# Hyptec SSR
Hyptec SSR – elektryczny hipersamochód produkowany pod chińską marką Hyptec od 2023 roku.

## Historia i opis modelu

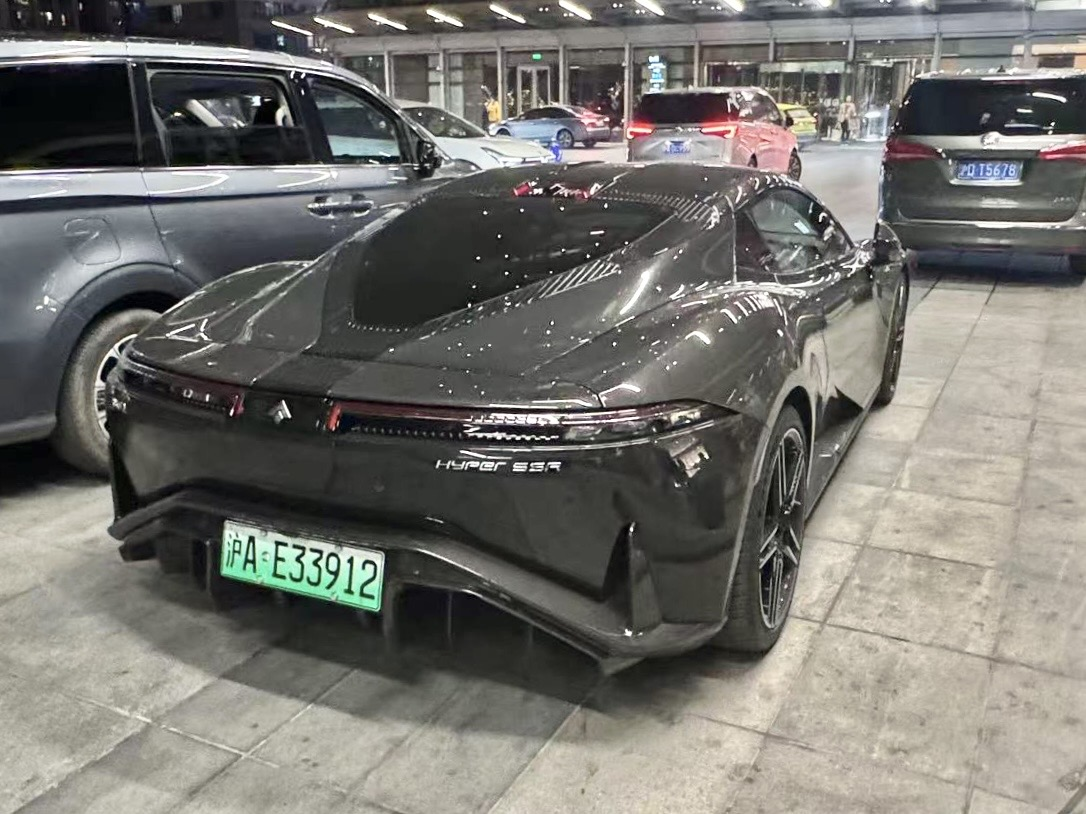
Hyptec SSR - tył

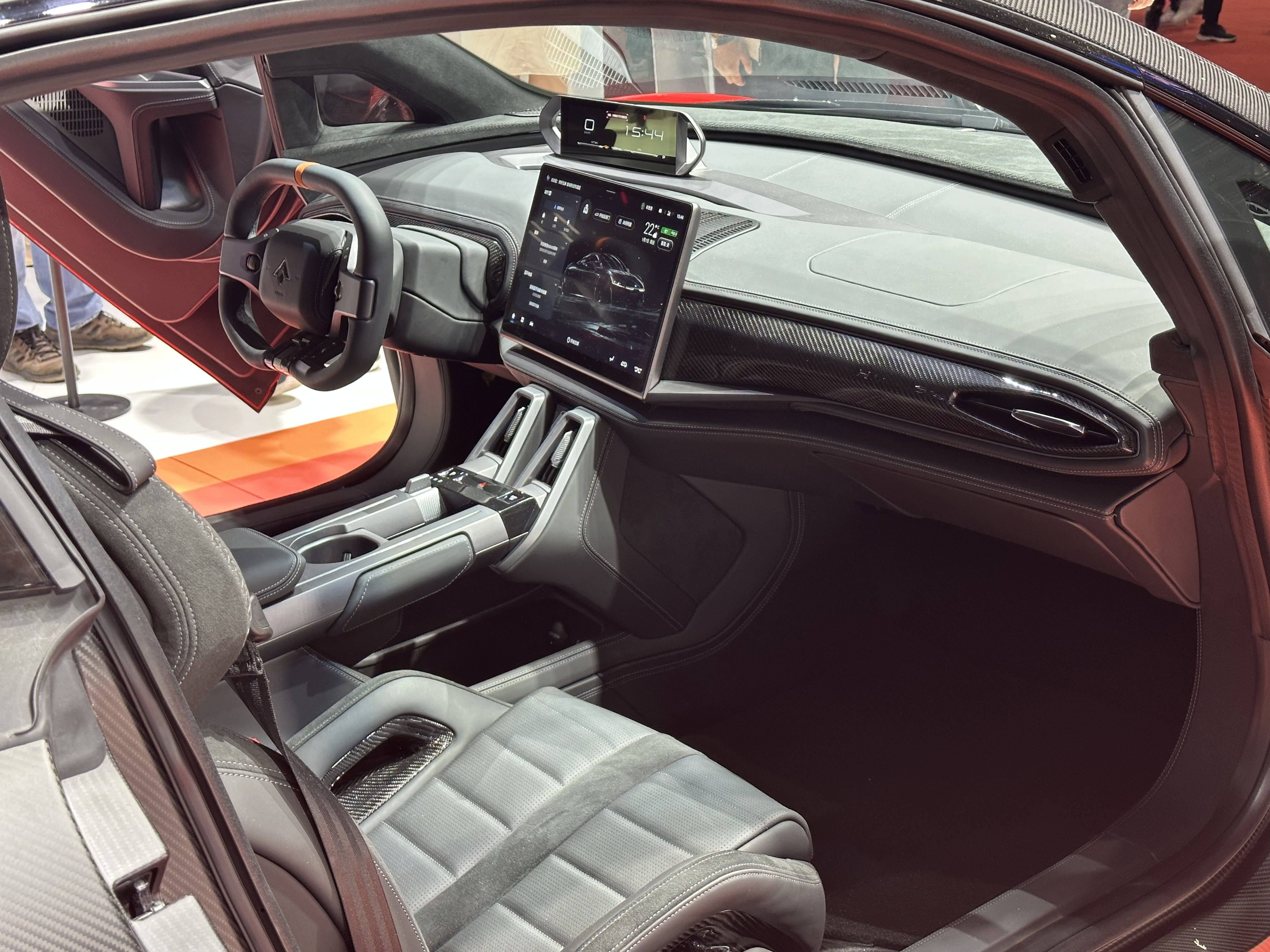
Hyptec SSR - kokpit

We wrześniu 2022 roku GAC Aion, skupiony na samochodach elektrycznych oddział chińskiego koncernu GAC Group, ogłosił rebranding oraz poszerzenie swojego portfolio o nową markę droższych i pozycjonowanych na rynku wyżej modeli Hyper (po 2024 Hyptec). Inauguracji towarzyszyła premiera w pełni elektrycznego hipersamochodu Hyptec SSR jako pierwszego pojazdu filii, stanowiącego wstęp do obszernej rozbudowy jej portfolio w kolejnych miesiącach.
Hyptec SSR utrzymany został w stylistyce stawiającej na strzeliste kształty i smukłą sylwetkę, z wąskimi reflektorami z motywem litery "L" i rozbudowanym pakietem spojlerów. Dla obniżenia masy całkowitej, do wykonania nadwozia wykonano włókno węglowe, z kolei ruchome elementy obniżające opór powietrza w czasie jazdy pozwoliły zmniejszyć siłę nacisku do 100 kilogramów.
Kabina pasażerska utrzymana została w estetyce tożsamej z debiutującymi w międzyczasie osobowymi modelami marki Hyptec. Nad owalną kierownicą znalazły się wysunięte ku krawędzi szyby cyfrowe zegary tworzone przez 8,8-calowy ekran, z kolei konsolę centralną zdominował dotykowy ekran systemu multimedialnego o przekątnej 14,6 cala. Kierowca i pasażer otrzymali kubełkowe fotele, a wnętrze utrzymano w kontrastowej aranżacji z dominacją skóry.

### Sprzedaż
Hyptec SSR uplasował się w gamie chińskiej marki jako najdroższy i najwyżej pozycjonowany model, którego produkcja i psrzedaż rozpoczęła się nieco ponad rok po premierze - w październiku 2023. Podstawową specyfikację wyceniono na 1 286 000 juanów.

### Dane techniczne
Hyptec SSR jest samochodem w pełni elektrycznym, którego układ napędowy przenosi moc na obie osie. Składając się na niego trzy silniki o łącznej mocy 1224 KM, w podstawowej wersji rozpędzając się od 0 do 100 km/h w 2,3 sekundy, a topowej - 1,9 sekundy. Prędkość maksymalną ograniczono elektronicznie do 250 km/h. Samochód obsługuje 900-woltową instalację elektryczna, z niklowo-manganowo-kobaltową baterią o pojemności 74,69 kWh i do 506 kilometrów maksymalnego zasięgu według chińskiego cyklu pomiarowego CLTC.